# Jan Deskur
Jan Deskur (ur. 31 lipca 1922 w Ostrowie Wielkopolskim, zm. 19 kwietnia 2008) – polski inżynier budownictwa.

## Życiorys
Absolwent Wydziału Budowlanego Szkoły Inżynierskiej w Poznaniu (1949). Od 1948 pracował w Zarządzie Budowlanym nr 4 w Poznaniu. Od 1950 kierował budową jeziora Maltańskiego w Poznaniu, a potem elektrowni na Garbarach. W latach 1957–1963 był naczelnym inżynierem Poznańskiego Przedsiębiorstwa Budowlanego nr 2 (od 1967 był jego dyrektorem). W 1965 ukończył studia na Wydziale Budownictwa Lądowego Politechniki Poznańskiej. Był współrealizatorem osiedli w Poznaniu: Świerczewskiego, Grunwald i Rataje (to ostatnie przygotowywał do realizacji we wstępnej fazie). Od 1968 piastował stanowisko naczelnika Wydziału Techniki w Poznańskim Zjednoczeniu Budownictwa. Otrzymał nagrodę zespołową za projekt i realizację Zespołu Osiedli Mieszkaniowych Winogrady w Poznaniu (1971). Brał udział w budowie nowego skrzydła Biblioteki Raczyńskich.Odznaczony Srebrnym Krzyżem Zasługi oraz Odznaką Honorową Miasta Poznania.